# Història somiada
Història somiada (en alemany Traumnovelle) és una novel·la curta escrita l'any 1925 en alemany per l'escriptor i metge austríac Arthur Schnitzler. El llibre tracta sobre un jove doctor vienès el qual la seva dona li confessa haver sigut infidel de pensament. Torbat per la revelació, vagant pels carrers nocturns de Viena, el marit entrarà en un món de secrets, misteris i somnis.
Escrita en un to oníric i presentada dins un ambient pertorbador, el relat aborda temes com la infidelitat, el matrimoni en les societats occidentals, el conflicte del protagonista amb la pulsió de vida i pulsió de mort i els conflictes d'un protagonista jueu amb l'antisemitisme de la societat del segle XX. Va ser adaptada al cinema per l'aclamat director estatunidenc Stanley Kubrick en la seva obra pòstuma Eyes Wide Shut.

## Argument
Una nit, l'Albertine confessa al seu marit. L'estiu anterior, mentre eren de vacances a Dinamarca, ella va imaginar una fantasia sexual sobre un jove militar que havien conegut allà. En Fridolin, el marit, admet que ell es va sentir atret per una jove de la platja en aquell mateix viatge. Mentre ells discuteixen arriba una criada demanant l'assistència urgent del doctor, en Fridolin, a casa d'un dels seus pacients més importants, ja que aquest havia patit d'un atac greu. Quan ell arriba a la casa del pacient, el troba ja mort. En aquell mateix moment, el doctor se sent sorprès quan la filla de l'home li declara el seu amor envers en Fridolin, encara que ella està casada. El doctor marxa de la casa i comença a caminar pels carrers de la Viena nocturna mentre reflexiona sobre les dues confessions que li han fet aquella nit. Es troba una treballadora sexual, de nom Mizzi la qual li vol oferir serveis que ell refusa, encara que es trobava temptat.
El doctor para a una cafeteria, quan es troba un antic amic de la universitat tocant el piano al local. L'amic, en Nachtigall, li revela que aquella nit està citat per tocar música en una orgia secreta organitzada per gent de classe alta. En Fridolin demana més informació sobre l'acte i segueix al seu amic per tal d'infiltrar-se a l'esdeveniment. Abans, aconsegueix la vestimenta adequada i una màscara en una peculiar botiga de disfresses en la qual la filla, de molt jove edat, de l'amo sembla estar tenint relacions amb homes francesos que són aturats pel venedor de disfresses preocupat per la seva filla. El doctor s'infiltra a la festa privada i es sorprèn de veure joves nues vestides amb màscares tenint diverses relacions sexuals amb homes disfressats. Una jove emmascarada adverteix a en Fridolin que ha de marxar, ja que ella s'ha adonat que el doctor s'ha infiltrat. Ell la ignora, però al final és descobert pels altres i volen aplicar-li un càstig. La dona que abans l'havia avisat se sacrifica per ell i el deixen marxar.
Quan torna a casa, l'Albertine desperta i li descriu el somni que estava tenint: ella feia l'amor amb el jove militar danès mentre veia com torturaven a en Fridolin. El marit creu que aquesta declaració és suficient per demostrar que ella li vol ser infidel i trair-lo. Així doncs, el doctor intenta ser infidel també i seguir els seus desitjos sexuals.
El matí següent en Fridolin troba que en Nachtigall ha sigut raptat per dos homes misteriosos. Torna a la botiga de disfresses per retornar la roba i pagar-la, es troba que l'amo ha fet les paus amb els homes que es trobaven amb la seva filla i sembla que l'està prostituint. Es dirigeix a la casa on s'havia fet l'orgia, però se li tramet una carta on posa que pari d'investigar. Després, busca la filla del pacient mort, però ella no torna a expressar cap afecció envers el doctor. També busca la prostituta de la nit anterior, però és incapaç de trobar-la. Una persona sembla seguir-lo mentre fa aquestes activitats. Llegint el diari veu que una jove baronessa s'ha enverinat aquella matinada i sospita que és la dona que es va sacrificar per ell. Busca el cos de la baronessa a la morgue, ja que hi té accés, però no és capaç d'identificar-la.
En tornar a casa, es troba a l'Albertine dormint amb la màscara que havia retornat al coixí del llit. Quan ella desperta, en Fridolin que està espantat i angoixat li explica tot el que ell va fer la nit anterior. Després d'escoltar-lo, ella l'intenta calmar i donar-li confort, ell diu que mai tornarà a passar res similar. L'Albertine li expressa que l'important és que ell hagi tornat a casa viu, sobrevivint a l'aventura de la nit anterior.
Així doncs, la història acaba amb el matrimoni i la filla despertant feliçment, esperant un dia nou. Es deixa entreveure també, la incertesa que l'aventura d'en Fridolin pot ser o somiada o real.

## Traducció al català
- 1998, Quaderns Crema ISBN 978-84-7727-231-1 (Traducció d'Anna Soler)[1]

## Adaptacions
- Traumnovelle, pel·lícula del 1969 per a televisió austríaca.[2]
- Il cavaliere, la morte e il diavolo, pel·lícula italiana del 1983.[3]
- Nightmare in Venice, una pel·lícula de baix pressupost italiana del 1989.[4]
- Eyes Wide Shut, l'adaptació més coneguda popularment. Pel·lícula del 1999 dirigida per Stanley Kubrick i protagonitzada per Tom Cruise i Nicole Kidman. Adaptada als Estats Units contemporani i no situada a la Viena de la dècada del 1920 de l'obra original.[5]
- Traumnovelle, novel·la gràfica alemanya del 2012.[6]
- Dream Story, lectura dramatitzada de Paul Rhys per la BBC Radio 7 del 2008.[7]